# ويليام شارب
ولد ويليام شارب (بالإنجليزية: William F. Sharpe)‏ في 16 حزيران 1934 في بوسطن، ماساشوستس. فاز بجائزة نوبل للعلوم الاقتصادية عام 1990.

## دراسته
في عام 1940، أدت الأحداث العالمية الي الانتقال إلى تكساس، وبعد اندلاع الحرب العالمية الثانية انتقل لشمال كاليفورنيا وأخيرا إلى جنوب كاليفورنيا والتحق بجامعة كاليفورنيا في لوس انجليس ليدرس إدارة الأعمال لكنه اعجب بنظرية الاقتصاد الجزئي وقد حصل علي ليسانس الآداب في عام 1955، وماجستير في الآداب 1956.
عندما بدء في دراسة الدكتوراة درس في مجال الاقتصاد الكلي للارمن ثم انضم إلى مؤسسة راند في عام 1956 كخبير اقتصادي، وخلال هذه الفترة كانت راند مؤسسة رائدة في علم الحاسوب، نظرية الألعاب، البرمجة الخطية، ديناميكية الاقتصاد التطبيقي والبرمجة، وقد تعلم برمجة الحاسوب في راند. وتلقي الدرجة في عام 1961. وفي عام 1961 انتقل إلى سياتل في كلية التجارة في جامعة واشنطن. وأعد ورقة توجز نتائج اطروحته بعد نشرها في العلوم الإدارية في عام 1963.

## عمله
في عام 1968 انتقل إلى جامعة كاليفورنيا في ارفين للمشاركة في تجربة تقوم على إنشاء مدرسة للعلوم الاجتماعية مع فريق متعدد التخصصات والتركيز الكمي. لأسباب مختلفة توقعات الكثيرين الذين شاركوا في التجربة لم تستوف قيادة البعض منا الذهاب إلى مكان آخر. وحالفه الحظ في الدعوة إلى اتخاذ موقف في جامعة ستانفورد كلية التجارة، التي انتقل إليها في عام 1970 وفي عام 1974 بدأ دراسة دور السياسة الاستثمارية لصناديق المعاشات لتلبية الالتزامات. كما كتب كتاب عن الاستثمارات والمواد النظرية والتجريبية وصدرت الطبعة الأولى في عام 1978 وحققت نجاحا كبيرا وحالياً وصلت إلى طبعتها الرابعة.
قضي شارب عامي 1976-1977 في المكتب الوطني للابحاث الاقتصادية كعضو في فريق دراسة قضايا كفاية رأس مال المصرف تحت اشراف شيرمان مايسيل. في عام 1980 كان رئيسا للرابطة الاميركية المالية. في عام 1983، شارك في برنامج ستانفورد في إدارة الاستثمارات مع المعهد الدولي للإدارة في جنيف، ثم في لندن، كلية التجارة. وعمل كمدير للبرنامج خلال عام 1986، وهو أيضا بمثابة مستشار استراتيجي للاوراق معهد نيكو الاستثمار والتكنولوجيا وإدارة حافظة المؤسسات التابعة لاتحاد المصارف السويسرية.

## روابط خارجية
- ويليام شارب على موقع الموسوعة البريطانية (الإنجليزية)
- ويليام شارب على موقع مونزينجر (الألمانية)
- ويليام شارب على موقع إن إن دي بي (الإنجليزية)